# Tinodes lavidhara
Tinodes lavidhara är en nattsländeart som beskrevs av Schmid 1972. Tinodes lavidhara ingår i släktet Tinodes och familjen tunnelnattsländor. Inga underarter finns listade i Catalogue of Life.